# National Indigenous Television
National Indigenous Television (NITV; en español: Televisión Nacional Indígena) es un canal televisivo australiano de Señal abierta que transmite programación producida y presentada en gran medida por los aborígenes e isleños del Estrecho de Torres. Incluye un noticiero diario y programación que incluye otros programas de noticias y actualidad, cobertura deportiva, entretenimiento para niños y adultos, películas y documentales que cubren una variedad de temas. Su audiencia principal son los australianos indígenas, pero muchas personas no indígenas se sintonizan para aprender más sobre la historia y los problemas que afectan a los pueblos de las Primeras Naciones del país.
Inicialmente, NITV solo lo transmitían proveedores de cable y satélite, junto con algunas transmisiones por aire limitadas en ciertas áreas remotas. NITV fue relanzado en diciembre de 2012 por el Special Broadcasting Service (SBS) como un canal en abierto. Su sede está en Artarmon, un suburbio de Sídney.

## Historia
Grupos e individuos indígenas presionaron al gobierno australiano para que financiara un servicio de televisión indígena a nivel nacional en los años 80 y 90, sin embargo, ningún partido político importante defendió esta causa.
A fines de la década de 1990, se lanzó el canal de información Imparja (también conocido como Canal 31) en el servicio satelital Optus Aurora, que ofrecía programación en gran parte aborigen directamente a los hogares y a través de la red de transmisores BRACS a comunidades aborígenes remotas. La programación aborigen de este canal se conoció más tarde como Indigenous Community Television (Televisión Comunitaria Indígena). 
En 2004, se formó un Comité NITV voluntario y se celebró una cumbre en Sídney. En la cumbre participaron un grupo de profesionales de los medios de comunicación aborígenes e isleños del Estrecho de Torres y miembros de la comunidad comprometidos con el establecimiento de un servicio nacional de radiodifusión indígena.
Tras una revisión del gobierno australiano en 2005 y una inyección de fondos del gobierno australiano,
el 13 de julio de 2007 se lanzó NITV con sede en Alice Springs, que reemplazó al canal de información Imparja en Optus Aurora y en las comunidades aborígenes remotas a las que llegó anteriormente. 
SBS asumió la gestión y el funcionamiento de NITV el 1° de julio de 2012, y SBS volvió a lanzar NITV el 12 de diciembre de 2012 como un canal gratuito.

## Programación
La programación de NITV se centra en la programación de interés para los indígenas australianos, como documentales, programas de actualidad, deportes, teatro, animación para adultos y un bloque de programación infantil nacional e internacional que se centra en la cultura indígena y aborigen (con el nombre de Jarjums) y películas. También transmite programas relacionados con la cultura de las Primeras Naciones en todo el mundo.
NITV News es el noticiero del canal. Se transmite todas las noches y cubre historias relacionadas con los televidentes aborígenes e isleños del Estrecho de Torres. Es el único servicio de noticias de televisión nocturno que cubre íntegramente historias de aborígenes e isleños del Estrecho de Torres de todo el país. 